# Euzébius Chinekezy Ogbonna Managwu
Euzébius Chinekezy Ogbonna Managwu (* 13. Dezember 1959 in N’Djamena, Tschad) ist ein gabunischer römisch-katholischer Geistlicher und Bischof von Port-Gentil.

## Leben
Euzébius Chinekezy Ogbonna Managwu wurde als Sohn nigerianischer Eltern im Tschad geboren und wanderte als Kind mit der Familie nach Gabun aus. In der dortigen Kultur aufgewachsen und beheimatet, besuchte er die katholische Schule und einige Zeit auch die staatliche Universität in Libreville. Er trat in das Knabenseminar in Libreville ein und studierte anschließend von 1985 bis 1992 am Priesterseminar in Brazzaville. Am 1. November 1992 empfing er das Sakrament der Priesterweihe für das Erzbistum Libreville.
Papst Franziskus ernannte ihn am 12. Januar 2016 zum Bischof von Port-Gentil. Die Bischofsweihe spendete ihm der Erzbischof von Libreville, Basile Mvé Engone, am 3. April desselben Jahres. Mitkonsekratoren waren der Erzbischof von Owerri, Anthony John Valentine Obinna, und der Bischof von Kinkala, Louis Portella Mbuyu.